# Любовний напій № 9
«Любовний напій № 9» (англ. Love Potion No. 9) — американський романтичний комедійний фільм 1992 року з Сандрою Буллок і Тейтом Донованом у головних ролях. Натхненний знаменитою ду-вуп піснею з однойменною назвою, де мова йде про спеціальний еліксир (Love Potion № 8), що дозволяє людині змусити людей протилежної статі закохуватися у неї; причому люди тієї ж статі ненавидять того, хто використовує еліксир, або навіть агресивно нападають на нього.
В Україні фільм транслювався на каналах «Новим каналом» та «НТН» в 3 січня 2010 році.

## Сюжет
Пол Метьюз (Тейт Донован) — самотній біохімік, закоханий у свою неприступну співробітницю, біолога Діану Ферроу (Сандра Буллок). Його друзі відвезли його до циганки мадам Рут (Енн Бенкрофт), яка після аналізу його долоні сказала, що не завбачає абсолютно ніякої романтики в його житті, і дала йому трохи любовного зілля № 8 на аркуші паперу. Як учений, Пол сумнівається: закінчується тим, що він викидає його в сміттєву урну. Якось кіт Пола копирсається у мотлосі, їсть зілля, внаслідок чого нявкає й приваблює всіх інших кішок в окрузі.
Пол, побачивши результат, бере зілля до Діани, і удвох вони вивчають властивості речовини, а проаналізувавши, використовують себе як піддослідних. Експеримент закінчується тим, що Діана приваблює італійського автомобільного магната та лорда Англії, поки Пол знайомиться з жінками в барах, супермаркетах, жіночих клубах.
Пол і Діана поступово розуміють, що в них є романтичний потяг один до одного. Пол планує зробити пропозицію Діані, однак, коли він підходить до її будинку, дівчина опиняється в обіймах Гарі, який спочатку використовував її тільки для сексу, бо вона сама потрапила під вплив зілля. Біохімік розповідає друзям про зілля, проте ті сміються йому в обличчя. Але Маріса приходить в будинок, використовує зілля (яке вона раніше знайшла і використала для пограбування Пола), що доводить силу зілля.
Діана і Гарі збираються одружитися. Пол повертається до мадам Рут, яка дає йому любовний напій № 9, який очистить любов Діани та Пола назавжди (якщо Діана ніколи не була повністю закохана в нього — в цьому випадку Пол буде любити її все життя, а Діана вічно ненавидіти). Пол із друзями примушують подружку нареченої на весіллі Діани допомогти їм — і весілля закінчується перебуванням Діани в обіймах Пола.

## Ролі
| Актор         | Роль                  |
| ------------- | --------------------- |
| Тейт Донован  | Пол Метьюз            |
| Сандра Буллок | Діана Ферроу          |
| Мері Мара     | Маріса                |
| Дейл Мідкіф   | Гері Логан            |
| Гілларі Сміт  | Саллі                 |
| Енн Бенкрофт  | мадам Рут             |
| Ділан Бейер   | принц Джеффрі         |
| Блейк Кларк   | поліціянт-мотоцикліст |
| Брюс Маккарті | Джефф                 |
| Ребека Стааб  | Шеріл                 |
| Едріан Пол    | Енріко Паццолі        |
| Рік Райц      | Дейв                  |

## Виробництво
Виконавці головних ролей, Тейт Донован і Сандра Буллок, зустрічалися під час знімання фільму.

### Знімання
Дім жіночого товариства, куди Пол потрапляє для свого «рейду за трусиками», — це насправді будинок братства Альфа Тау Омега в Технологічному університеті Джорджії.
Фільм став кінодебютом для акторки Джордан Бейкер. 

### Алюзії
Квартира Діани — №1, квартира Пола — №8. У сумі вони дають 9, що є натяком на назву фільму. 

## Сприйняття
Оцінка на сайті IMDb — 5,6/10. Кинопоиск.ru — 7,2/10. На Rotten Tomatoes рейтинг схвалення фільму становить 25% на основі відгуків 12 критиків.

### Касові збори
Фільм провалився у прокаті. «Любовний напій № 9» був показаний у 278 кінотеатрах і заробив $416 641 за перші вихідні. У Північній Америці він зібрав $754 935.